# Saint-Laurent-de-Veyrès
Saint-Laurent-de-Veyrès – miejscowość i gmina we Francji, w regionie Oksytania, w departamencie Lozère.
Według danych na rok 1990 gminę zamieszkiwały 34 osoby, a gęstość zaludnienia wynosiła 4 osoby/km² (wśród 1545 gmin Langwedocji-Roussillon Saint-Laurent-de-Veyrès plasuje się na 866. miejscu pod względem liczby ludności, natomiast pod względem powierzchni na miejscu 831.).

## Populacja

Populacja Saint-Laurent-de-Veyrès w latach 1962–2008